# Viivi Luik
Viivi Luik (née en 1946 à Tänassilma, Estonie) est une femme de lettres estonienne, poétesse, romancière et essayiste.

## Biographie
Viivi Luik naît en 1946 à Tänassilma, dans le comté de Viljandimaa, en Estonie. Après ses études, elle exerce les métiers d'archiviste et de bibliothécaire, pour se consacrer entièrement à l'écriture à partir de 1967. Son époux, Jaak Jõerüüt, est écrivain et diplomate. Luik vit successivement à Helsinki, New York, Berlin et Rome.
Viivi Luik publie en 1965, à dix-huit ans, un premier recueil de poèmes, Pilvede püha (Une Vacance de nuages) qui est aussitôt remarqué par la critique ; plusieurs autres suivent, qui sont des succès critiques et populaires. À partir des années 1980, Luik publie moins de poésie et se tourne vers la prose.

## Œuvre

### Recueils de poèmes
- 1965 : Pilvede püha (Une Vacance de nuages)
- 1966 : Taevaste tuul
- 1968 : Hääl
- 1968 : Lauludemüüja
- 1971 : Ole kus sa oled
- 1973 : Pildi sisse minek
- 1975 : Põliskevad
- 1977 : Luulet 1962–1974 (anthologie)
- 1978 : Maapäälsed asjad
- 1982 : Rängast rõõmust
- 1998 : Maa taevas: luulet 1962-1990 (anthologie)
- 2007 : Elujoon: valitud luuletused 1962–1997 (anthologie)

### Romans
- 1985 : Le Septième Printemps de la paix (Seitsmes rahukevad)
- 1991 : La Beauté de l'histoire (Ajaloo ilu)
- 2010 : Théâtre d'ombres (Varjuteater)

### Livres pour enfants
- 1974 : Leopold
- 1974 : Vaatame mis Leopold veel räägib
- 1976 : Leopold aitab linnameest
- 1979 : Tubased lapsed
- 1984 : Kõik lood Leopoldist
- 1987 : Kolmed tähed

### Essais
- Un Secrétaire à soi (Inimese kapike)
- 2006 : Discours sur la tombe d'une école (Kõne koolimaja haual)
- 2010 : Je suis un livre (Ma olen raamat), entretien avec Hedi Rosma
- 2012 : Le petit placard de l'homme, Éditions Pierre-Guillaume de Roux, 2012. Ce recueil rassemble des essais publiés par Viivi Luik entre 1989 et 1998.

## Prix et récompenses
- Écrivain honoré de la RSS d'Estonie, 1986
- Prix A. H. Tammsaare, 1986
- Prix de poésie Juhan Liiv, 1988
- Ordre de l'Étoile blanche d'Estonie de 3e classe, 2000